# Dolno Drjanovo
Dolno Drjanovo (bulgariska: Долно Дряново) är ett distrikt i Bulgarien.   Det ligger i kommunen Gărmen och regionen Blagoevgrad, i den sydvästra delen av landet, 130 km söder om huvudstaden Sofia.
I omgivningarna runt Dolno Drjanovo växer i huvudsak blandskog. Runt Dolno Drjanovo är det ganska glesbefolkat, med 38 invånare per kvadratkilometer.